# Szentegyházi Gyermekfilharmónia

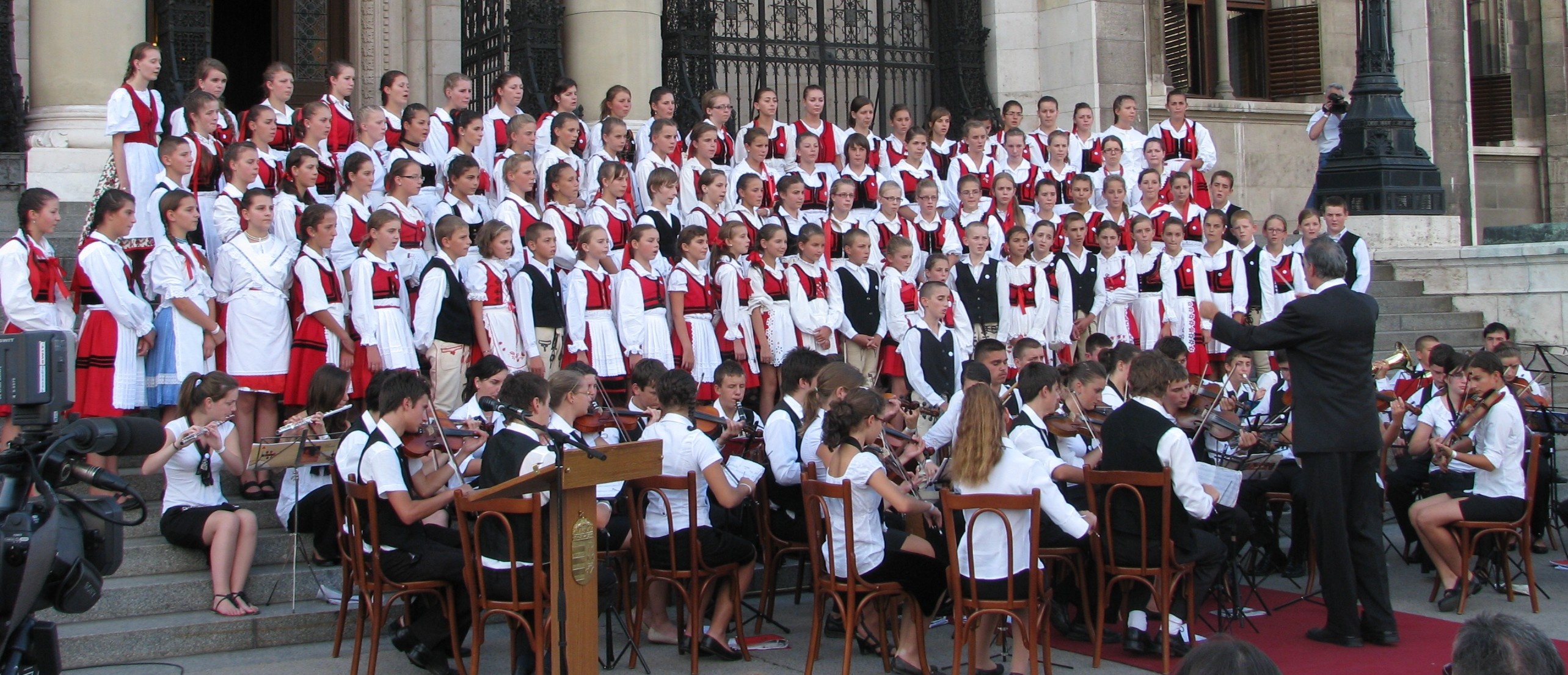
Budapesti fellépés, 2011

A Szentegyházi Gyermekfilharmónia iskolai gyermek-énekkarból és gyermekzenekarból alakult zenei együttes.

## Története
Az együttest Haáz Sándor tanár 1982-ben alakította meg, egyesítve az erdélyi, Hargita megyei Szentegyháza 1. számú (ma Mártonffi János nevét viselő) általános iskolájának kórusát és az elsősorban fúvósokból és vonósokból álló zenekarát. A Gyermekfilharmónia nevet 1983-ban vette fel az együttes.
Az iskola, amelynek diákjaiból a tagok verbuválódnak, nem zeneiskola. Ezért a helyi és környékbeli falvakból (Kápolnásfalu, Lövéte, Szentkeresztbánya) érkező gyermekek az alaptantervi képzés mellett, szabadidejükben sajátítják el a kóruséneklés és zenélés tudományát. A vonósok és fúvósok a hangszerkezelést a Tanulók Háza zenekörein tanulják, egyénként vagy kis csoportokban. Az énekkar hetente ötször próbál, szintén kiesebb csoportokban, és havonta egyszer tartanak összpróbát.
Az együttes létszáma a kezdetektől fogva viszonylag állandó: koncertjeiken mintegy száz kórustag és negyven zenekari tag lép fel székely népviseletben.
A megalakulást követően évről évre növekedett hazai ismertségük. Egyre több erdélyi kis- és nagyvárosban léptek fel. A nyolcvanas években a román televízióban, a Megéneklünk, Románia fesztiválon díjat is kaptak. 1990-ben jutottak első ízben külföldre: először Magyarországra, majd a Kárpát-medence többi magyarlakta országába, még később pedig távolabbi európai országokban, 2005-ben Törökországban is vendégszerepeltek. 2011-ben a „Gyermekhangok Európáért” turné keretében Brüsszelben a belga és az európai parlamentben is öregbítették a székely zenekultúra hírét. Működésük első három évtizedében megközelítőleg nyolcszázszor léptek fel hazai és külföldi közönség előtt.

## Tevékenysége

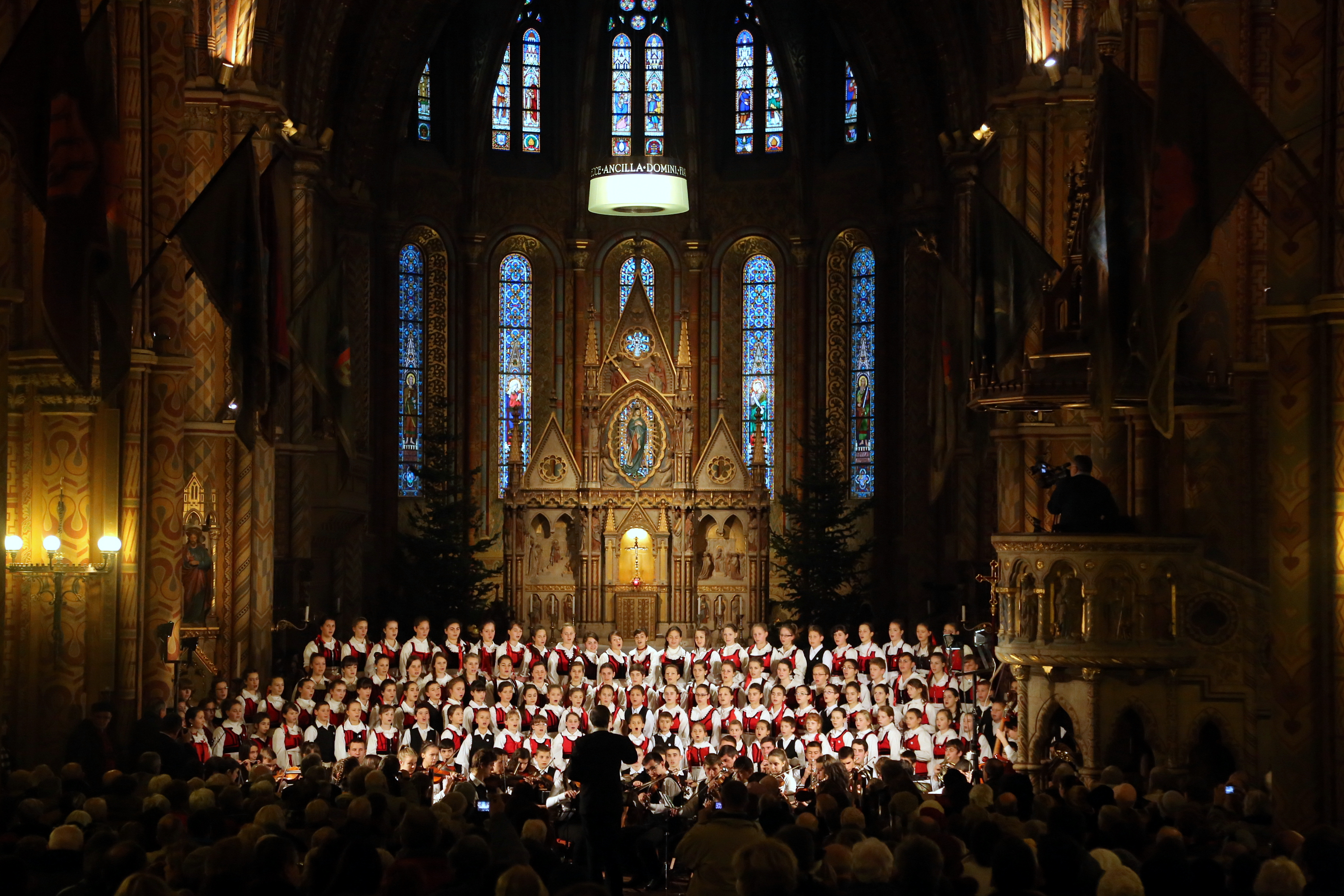
A Szentegyházi Gyermekfilharmónia hangversenye a budai Mátyás-templomban, 2013. december 20.

Repertoárjukban eredeti népdalok, népdalfeldolgozások, történelmi énekek, valamint klasszikus darabok is szerepelnek. A kórusművek egy részét az eredeti, idegen nyelven éneklik.
A Gyermekfilharmónia elsődleges feladatának tekinti a nemzeti, főként a székely kultúra ápolását, a helyi zenei hagyományok őrzését és közvetítését. Az együttes vezetése emellett pedagógiai célokat is követ: tudatában van annak, közös éneklések és zenélésnek mekkora szerepe van a gyermekek érzelmi és jellembeli fejlődésében, a helyi közösség-teremtésben.
A közösségi tudat erősödését segítendő a gyermekeknek saját egyenruhájuk, nyakkendőjük és jelvényük van. A turnékon az együttes minden tagja naplót vezet. Mindenkinek napi egy oldalon le kell jegyeznie, hol járt, mit látott. A legsikerültebb írásokat régebben saját újságukban (az 1992-től kiadott Szentegyházi Hírlapban) közölték, újabban pedig az együttes honlapján mutatnak be naplórészleteket.
A hagyományőrzés jegyében évente, farsang végén szervezik a Homoródmenti Népdalvetélkedőt, május első hétvégéjén pedig a Nemzetközi Filharmóniai Napokat. A rendszeres programok közé tartozik a kéthetes nyári turné mellett a Bútorfestő Tábor és a szeptemberi Prímásképző Táncháztábor. A szentegyházi hagyományőrző huszárokkal együtt lépnek fel Őszi Hadjáratok rendezvényen, decemberben pedig gyertyafényes karácsonyi koncerteket tartanak. Daloskönyveket és hangfelvételeket jelentetnek meg. E sokrétű tevékenység révén a Gyermekfilharmónia az évek folyamán az egész település és a környék kulturális és turisztikai központjává vált.
Gazdasági hátterük biztosítására létrehozták a romániai Szentegyházi Gyermekfilharmónia Alapítványt (1991) valamint a magyarországi Szentegyházi Gyermekfilharmonikusokért Alapítványt. 1991-ben a helyi művelődési ház emeletén kialakították a Múzeum Szállót, amely 30-35 vendégnek tud télen-nyáron szállást, teljes ellátást biztosítani. Egy megvásárolt falusi házat felújítva kialakították a „Filiházat”, mely részben a hagyományőrző tevékenységük központja lett, részben pedig növelte vendéglátási lehetőségeiket.  A szálláskiadás révén szerzett turisztikai bevételeket az együttes céljaira (hangszerek vásárlása, utaztatás) fordítják.

## Megjelent lemezeik
- Zöld CD – "... nótánk szálljon" – 2001 – Klasszikus és népdalfeldolgozások
- Kék CD – "Angyalok szózata" – 2004 – Karácsonyi énekek
- Barna CD – "Föl, föl vitézek" –  2006 – Katonanóták, más népek dalai
- Szürke CD – "Báránykámon csengő szól" – 2014 – Népdalfeldolgozások és nyugat-európai dalok

## Az együttes főbb elismerései
- Magyar Örökség Díj (2003)
- Bartók Béla Emlékdíj (2006)
- ifj. Haáz Sándor karnagy a Magyar Köztársasági Érdemrend tisztikeresztje kitüntetésben részesült 2011-ben
- Rotary-díj (2018)
- Fiatalok a Polgári Magyarországért díj ( 2019)
- Prima Primissima-díj (2024)[1]